# الیور جوزف لوج
سر الیور جوزف لوج (به انگلیسی: Sir Oliver Joseph Lodge) ‏ (۱۸۵۱-۱۹۴۰) در پنک‌هال به دنیا آمد او یک فیزیکدان و نویسنده بود، که در توسعه تلفن‌های بی‌سیم سهم عمده‌ای داشت.